# Gouvernement Gizenga I
Pour les articles homonymes, voir Gouvernement Gizenga.
Troisième République
Gouvernement de transition de la république démocratique du Congo Gizenga II
Le président de la République démocratique du Congo a nommé le gouvernement dirigé par Antoine Gizenga par l'ordonnance no 07/001 du 5 février 2007.
Le gouvernement est remanié le 25 novembre 2007.

## Premier Ministre
- Antoine Gizenga (PALU)

## Ministres d’État
- Agriculture : Mobutu Nzanga (UDEMO)
- Intérieur, décentralisation et sécurité : Denis Kalume Numbi (PPRD)
- Affaires étrangères et de la coopération internationale : Antipas Mbusa Nyamwisi (RCD-K-ML/Forces du Renouveau)
- Enseignement supérieur et universitaire : Sylvain Ngabu Chumbu (PALU)
- Infrastructures, travaux publics et reconstruction : Pierre Lumbi Okongo (MSR)
- Ministre d’État près le Président de la République : Nkulu Mitumba Kilombo (PPRD)

## Ministres
- Ministre près le Premier ministre : Godefroid Mayobo Mpwene Ngantien (PALU)
- Affaires foncières : Liliane Mpande Mwaba (CODECO)
- Affaires humanitaires : Jean-Claude Muyambo Kyassa (CODECO)
- Affaires sociales et de la solidarité nationale : Martin Bitijula Mahimba (MSR)
- Budget : Adolphe Muzito (PALU)
- Commerce extérieur :
  - Kasongo Ilunga (6 février 2007)
  - Denis Mbuyu Manga (UNAFEC) (28 mai 2007)[1]
- Condition féminine : Philomène Omatuku Atshakawo Akatshi (PPRD)
- Culture et des arts : Marcel Malenso Ndodila (ACDC)
- Défense nationale et des anciens combattants : Chikez Diemu (PPRD)
- Développement rural : Charles Mwando Nsimba (UNADEF)
- Droits humains : Eugène Lokwa Ilwaloma (PDC)
- Économie nationale : Sylvain Joël Bifuila Tshamuala (PANU)
- Énergie : Salomon Banamuhere Baliene (PPRD)
- Enseignement primaire, secondaire et professionnel : Maker Mwangu Famba (PPRD)
- Environnement : Didace Pembe Bokiaga (PDC)
- Finances : Athanase Matenda Kyelu (Indépendant)
- Fonction publique : Zéphyrin Mutu Diambu-di-Lusala Nieva (MSR)
- Hydrocarbures : Lambert Mende Omalanga (CCU)
- Industrie : Simon Mboso Kiamputu (ARC/Forces du Renouveau)
- Information, Presse et communication nationale : Toussaint Tshilombo Send (PPRD)
- Intégration régionale : Ignace Gata Mavinga (PPRD)
- Jeunesse et des sports : Pardonne Kaliba Mulanga (PRM)
- Justice : Georges Minsay Booka (PALU)
- Mines : Martin Kabwelulu Labilo (PALU)
- Petites et moyennes entreprises : Jean François Ekofo Panzoko (UDEMO)
- Plan : Olivier Kamitatu Etsu (ARC/Forces du Renouveau)
- Portefeuille : Jeannine Mabunda Lioko Mudiayi (PPRD)
- Postes, téléphones et télécommunications : Kyamusoke Bamusulanga Nta-Bote (PPRD)
- Recherche scientifique : Sylvanus Mushi Bonane (UPRDI)Limogé en juillet 2007
- Santé publique : Victor Makwenge Kaput (PPRD)
- Tourisme : Elias Kakule Mbahingana (DCF/COFEDEC)
- Transports et voies de communication : Remy Henri Kuseyo Gatanga (PPRD)
- Travail et de la prévoyance sociale : Marie-Ange Lukiana Mufwankol (PPRD)
- Urbanisme et habitat : Laurent-Simon Ikenge Lisambola (MSR)

## Vice-ministres
- Affaires étrangères : Alain Lubamba wa Lubamba (UDEMO)
- Agriculture : Gentiny Ngobila Mbaka (PPRD)
- Anciens combattants : Yvonne Iyamulemye Kabano (PANADI)
- Budget : Célestin Mbuyu Kabango (PPRD)
- Congolais de l’étranger : Colette Tshomba Ntundu (Forces du Renouveau)
- Défense nationale : Nelson Paluku Syayipuma (RCD-K-ML/Forces du Renouveau)
- Énergie : Arthur Sedea Ngamo Zabusu (PDC)
- Enseignement primaire, secondaire et professionnel : Modeste Omba Sakatolo (UNAFEC)
- Enseignement supérieur et universitaire : Marie-Madeleine Mienze Kiaku (PPRD)
- Finances : Hangi Binini (MSR)
- Fonction publique : Vincent Okoyo Nembe (RCD-K-ML/Forces du Renouveau)
- Intérieur : Joseph-Davel Mpango Okundo (PALU)
- Justice : Odette Kalinda Mitumbala Odya (PPRD)
- Mines : Victor Kasongo Shomary (PPRD)
- Plan : Ferdinand Essambo Lukye (PPRD)
- Santé publique : Ferdinand Ntua Osiamba (CODECO)
- Sécurité : Jean-Pierre Daruwezi Mokombe (PPRD)
- Transports : Laure Marie Kawanda Kayena (PALU)
- Travail et de la prévoyance sociale : Télésphore Tsakala Munikengi (CODECO)
- Travaux publics : Gervais Ntirumenyerwa Kimonyo (PANADI)

## Chronologie
- Janvier 2007 :
  - Gizenga devient premier-ministre,
  - combats à l'Est contre les forces du Général déchu Nkundabatware[2],
  - enterrement du cardinal Etsou[3]
- Février 2007 :
  - Affrontements entre forces de l’ordre et manifestants de la secte Bundu dia Kongo,après l’élection du Gouverneur du Bas-Congo. Un bilan fait état de plusieurs morts et de blessés au sein des civils, des militaires et des forces de l’ordre[4];
  - formation du Gouvernement Gizenga;
  - Certains rapports font état de l’occupation du territoire de Kahemba (Kwango/Bandundu) par l’armée Angolaise[5],[6].
- 22-23 mars 2007 : Affrontements entre la garde rapprochée du Sénateur Jean-Pierre BEMBA GOMBO et les Forces Armées de la République Démocratique du Congo (FARDC).
- Avril 2007 :
  - Jean-Pierre Bemba se rend au Portugal avec l’autorisation du Sénat pour des soins médicaux ;
- Mai 2007 :
  - Le Gouvernement décide sur des mesures de désarmement et de rapatriement des Mbororo dans la Province Orientale[7].